# Лідертсвіль
Лідертсвіль (нім. Liedertswil) — громада  в Швейцарії в кантоні Базель-Ланд, округ Вальденбург.

## Географія
Громада розташована на відстані близько 55 км на північний схід від Берна, 11 км на південь від Лісталя.
Лідертсвіль має площу 2 км², з яких на 5,2% дозволяється будівництво (житлове та будівництво доріг), 37,1% використовуються в сільськогосподарських цілях, 57,7% зайнято лісами, 0% не є продуктивними (річки, льодовики або гори).

## Демографія
2019 року в громаді мешкало 167 осіб (+4,4% порівняно з 2010 роком), іноземців було 9%. Густота населення становила 86 осіб/км².
За віковим діапазоном населення розподілялося таким чином: 21% — особи молодші 20 років, 57,5% — особи у віці 20—64 років, 21,6% — особи у віці 65 років та старші. Було 72 помешкань (у середньому 2,2 особи в помешканні).
Із загальної кількості 99 працюючих 8 було зайнятих в первинному секторі, 50 — в обробній промисловості, 41 — в галузі послуг.